# Marijan Varešanin
Marijan Varešanin von Varesch (1 de febrero de 1847 - 22 de abril de 1917) fue un Gobernador de Bosnia y Herzegovina entre 1909 y 1911.

## Biografía
Varešanin nació en Gunja en la región de Eslavonia (actual Croacia), como hijo de un oficial militar. Asistió a la escuela de cadetes en Rijeka y después ingresó en la Academia Militar Teresiana en Wiener Neustadt. El 19 de agosto de 1866, alcanzó el rango de teniente en un regimiento de infantería. Entre 1869 y 1871, asistió a la Kriegsschule en Viena y se graduó con honores.
El 7 de marzo de 1909, fue nombrado comandante del 15.º Cuerpo estacionado en Sarajevo, y al mismo tiempo Gobernador de Bosnia y Herzegovina. El 29 de julio del mismo año, fue nombrado Inspector Jefe de las tropas militares. Poco después, el mando del 15.º Cuerpo fue entregado a Moritz von Auffenberg. No obstante, Varešanin permaneció como el gobernador de Bosnia y Herzegovina, y por esta razón fue atacado por un joven bosnio solitario después de la anexión austrohúngara de Bosnia. El fallido intento de asesinato fue hecho sobre él el 10 de junio de 1910, por Bogdan Žerajić quien disparó cinco balas con un revólver sobre Varešanin, disparándose a sí mismo con la sexta.
El intento de asesinato de Žerajić fue un gran estímulo para Gavrilo Princip. Princip visitó la tumba de Žerajić donde prometió venganza, que materializó con el asesinato del Archiduque Francisco Fernando en Sarajevo el 28 de junio de 1914.
Aunque el intento de asesinato fracasó, Varešanin empezó a pensar en su retiro. El 10 de mayo de 1911, su petición de dimisión como gobernador fue aceptada y fue remplazado por Oskar Potiorek. El 10 de julio de 1911, oficialmente entró en el retiro después de 45 años de servicio.